# Tadeusz Gronowski

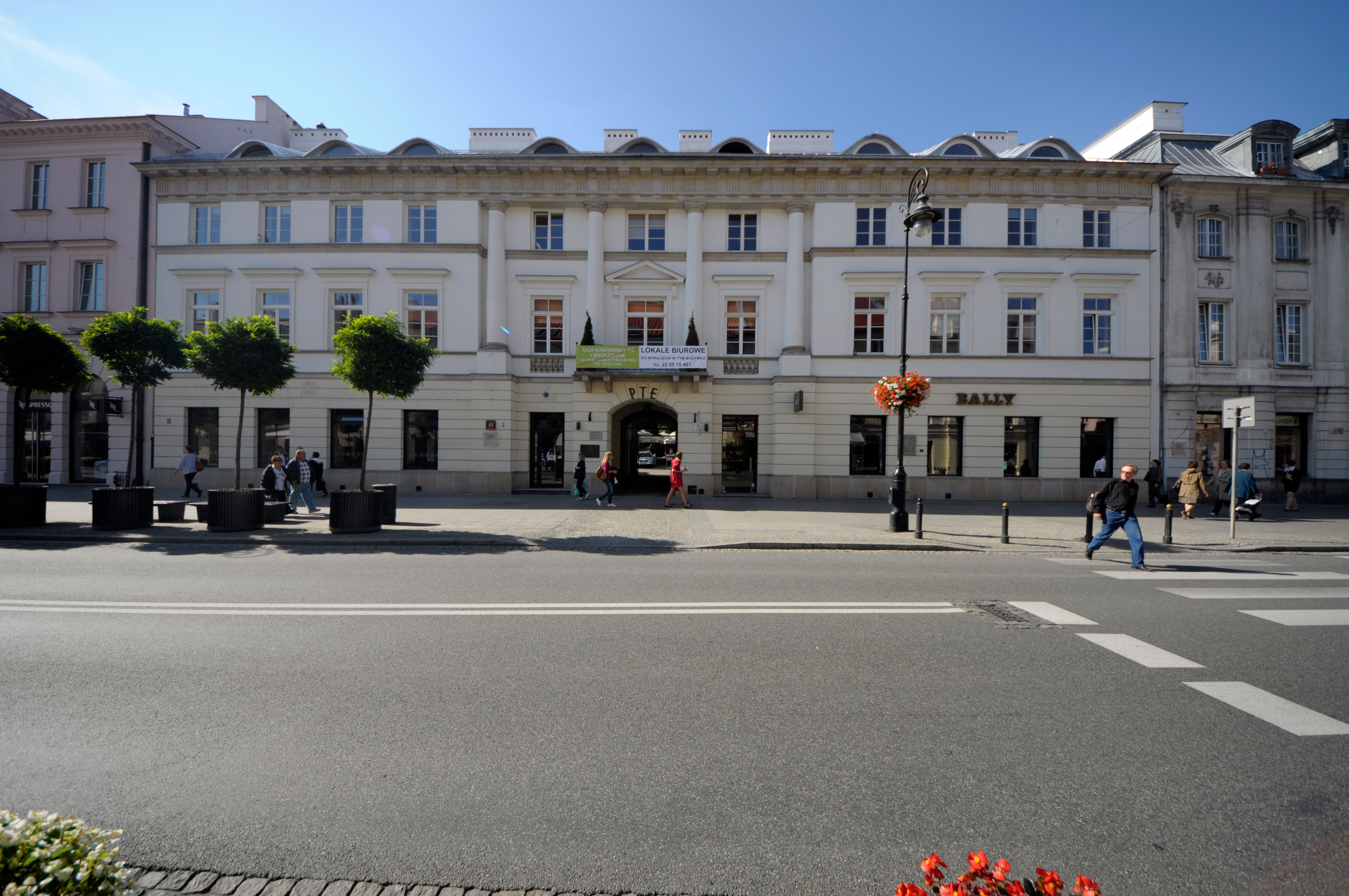
Kamienica Bentkowskiego przy ul. Nowy Świat 49 w Warszawie, w której mieszkali Gronowscy

Tadeusz Lucjan Gronowski (ur. 5 października 1894 w Warszawie, zm. 20 lutego 1990 tamże) – polski grafik, plakacista, malarz, ilustrator książek, architekt, projektant znaczków pocztowych. Sporadycznie wykonywał także ekslibrisy. Jest uznawany za jednego z pionierów nowoczesnego plakatu polskiego.

## Życiorys
Był synem Leopolda, założyciela znanej warszawskiej kwiaciarni przy ul. Nowy Świat 49, mieszczącej się w kamienicy, w której mieszkali Gronowscy. Jego matką była Tekla z Kozłowskich. Od dzieciństwa ciekawiła go sztuka, rysunek i architektura. Te zainteresowania przejął od rodziców. Uczęszczał do Gimnazjum Filologicznego Emiliana Konopczyńskiego. W czasie I wojny światowej chodził na kursy architektury organizowane przez Muzeum Rzemiosła i Sztuki Stosowanej. Wziął jednak udział w walkach w 1918, a potem w wojnie polsko-bolszewickiej. W 1925 ukończył studia na Wydziale Architektury Politechniki Warszawskiej, oraz w paryskiej École nationale supérieure des beaux-arts, w której uczył się malarstwa. Od czasu studiów w Warszawie należał do Korporacji Akademickiej Welecja. Już wówczas uchodził za arbitra elegancji.
Jako architekt nie stworzył żadnego obiektu budowlanego.
Swój pierwszy plakat – Wielka Zabawa Kostjumowa – zaprojektował i pokazał w 1917, będąc jeszcze studentem Politechniki. Jako grafik współpracował m.in. z takimi pismami jak „Pro Arte et Studio”, „Skamander”, „Wiadomości Literackie”, „Pani”, „Teatr i Życie Wytworne” oraz „Arkady”. Dzięki pracy wniknął do środowiska literackiego – szczególnie bliskie relacje łączyły go z skamandrytami. W 1923 wraz z kolegami – Jerzym Gelbardem, Antonim Bormanem i Janem Mucharskim otworzył w Warszawie atelier graficzne „Plakat”. Firma oprócz afiszy wykonywała projekty ilustrowanych anonsów prasowych, etykiet, dekoracji wnętrz sklepów i lokali, oraz opraw plastycznych rozmaitych imprez. On sam zaś projektował w dużej liczbie reklamy dla przedwojennych firm polskich i zagranicznych, m.in. Wedla, Orbisu, Fabryki Czekolady Fruzińskiego, sklepów Herse'a, Pommery & Greno z Reims oraz istniejącego do dzisiaj Dunlopa. W dwudziestoleciu międzywojennym stworzył ok. 500. plakatów. Najlepszy, a na pewno najbardziej znany z nich to afisz Radion sam pierze, wykonany w 1926 na zamówienie fabryki chemicznej Schicht (późniejszej Schicht-Lever). Jego utrzymane przeważnie w stylistyce art déco plakaty znała cała Polska – oblepione nimi były miasta duże i małe. Najbardziej popularne i cenione afisze to m.in. Tow. Akc. „Pneumatyk” Poznań, Hulanicka, Gentleman – śniegowiec wytwornej damy, Linje Lotnicze LOT, Najstarsza w Polsce fabryka cykorii założona w 1816 r. – Ferdynand Bohm & Co. w Włocławku. Był także twórcą nadal używanego logotypu Polskich Linii Lotniczych LOT (wpisanego w okrąg, stylizowanego żurawia w locie), którym w 1929 wygrał konkurs ogłoszony przez to przedsiębiorstwo na nowy znak firmowy.  Współpracował również z teatrami warszawskimi. Projektował kostiumy i dekoracje do spektakli Teatru Narodowego, Reduty Leona Schillera i Teatru Polskiego Arnolda Schyfmana.
Należał do Stowarzyszenia Artystów Polskich „Rytm”. W 1933 był jednym z współzałożycieli i zastępcą prezesa Koła Artystów Grafików Reklamowych (KAGR). Działał również w Związku Polskich Artystów Grafików, m.in. współredagując i wydając pismo „Grafika”. Od połowy lat 20. często bywał w Paryżu. W 1929 otworzył tam pracownię projektową,  współpracując jako dekorator z ekskluzywnymi sklepami: Galeries Lafayette, Printemps i Aux Trois-Quartiers. Podjął także współpracę z francuską agencją informacyjno–reklamową Havas, której inwestycje w znacznym stopniu finansował wówczas rząd Francji. Ponadto nawiązana w 1930 znajomość ze znanym grafikiem i plakacistą Cassandre’em (Adolphe Édouard Jean Marie Mouron) ułatwiła mu kontakty ze zleceniodawcami.
W 1929 ożenił się z Madeleine Planchon. Stracił ją dziesięć lat później podczas działań nowo rozpoczętej II wojny światowej. Utracił wówczas także pracownię, mieszczącą się w jego rodzinnym domu przy Nowym Świecie. Po wojnie szybko wrócił do pracy w nowym lokalu – przy ul. Okólnik 9, gdzie tworzył już do końca życia. Wraz z zaistniałymi po 1945 przemianami ustrojowymi, odrzuceniem gospodarki wolnorynkowej i niemal całkowitym zanikiem reklamy, poszerzył swoją twórczość malarską (w późnych latach 50. nawiązywał do estetyki kubizmu) i ilustratorską. Pełnił funkcję kierownika graficznego w wydawanym przez Zarząd Główny Ligi Kobiet piśmie „Kobieta”. Ponadto uczestniczył w tworzeniu polichromii na kamienicach przy warszawskim Rynku Starego Miasta. Kontynuował też projektowanie wnętrz, m.in. wielu warszawskich sklepów, restauracji i salonów wystawowych. Przede wszystkim jednak był autorem projektu kryształowych kandelabrów w Sali Kolumnowej oraz żyrandoli w niektórych pomieszczeniach Sejmu.
Stworzył ilustracje do wielu książek, m.in. Pana Tadeusza Adama Mickiewicza. Ukazały się w opublikowanej w 1950 przez wydawnictwo Książka i Wiedza luksusowej edycji poematu.
Był aktywny zawodowo niemal do końca życia. Po śmierci spoczął na cmentarzu Powązkowskim w Warszawie (kwatera 231-4-25).

## Słonimski żartem
Jego dobry znajomy, pisarz Antoni Słonimski w sposób żartobliwy docenił dorobek artystyczny i popularność prac „Michała Anioła z Warszawy”, pisząc w 1924 w „Wiadomościach Literackich”: Rano człowiek się budzi, patrzy w kalendarz (rysowany przez Tadeusza Gronowskiego) i zapala papierosa (pudełko rysowane przez Tadeusza Gronowskiego). Na ulicy, na każdym słupie parę plakatów (rysowane przez Tadeusza Gronowskiego) zachęca człowieka do kupowania różnych przedmiotów. Gdy bierze się do ręki książkę (okładka Tadeusza Gronowskiego) i przegląda „Panią” (rysunki Tadeusza Gronowskiego), gdy czyta się jakiekolwiek pismo (winieta tytułowa Tadeusza Gronowskiego), gdy wreszcie idzie się do kina (afisz i reklamy świetlne – Tadeusz Gronowski) albo do teatru (dekoracje projektował Tadeusz Gronowski) – wszędzie spotyka się to nazwisko. Gdy odbiorę honorarium za ten artykuł w „Wiadomościach /Literackich/” (winieta tytułowa Tadeusz Gronowski) – kupię akcje (projektowane przez Tadeusza Gronowskiego) i wyjadę pierwszym statkiem Red Star Line (plakat rysował Tadeusz Gronowski) (...), aby odetchnąć i nie słyszeć więcej o tym człowieku.

## Twórczość

### Obrazy
- Kompozycja art déco w tondzie, 1921
- Akt z tulipanem
- Akt leżący
- Akord, 1946
- Akt sferyczny
- Akt kubistyczny, 1964
- Martwa natura z gołębiem, 1970
- Kamień, 1974
- Pejzaż ze słonecznym dyskiem, 1975
- Secesja, 1977
- Kompozycja z centaurem
- Kompozycja geometryczna

### Plakaty
- Wielka Zabawa Kostjumowa, 1917
- Tow. Akc. „Pneumatyk” Poznań, 1923
- Artystyczny Bal Maskowy, 1924
- Plakat – atelier reklamy artystycznej pod kierownictwem Tadeusza Gronowskiego, 1925
- Wiadomości Literackie, 1925
- Najstarsza w Polsce fabryka cykorii założona w 1816 r. – Ferdynand Bohm & Co. w Włocławku, 1926
- Radion – Sam pierze, 1926
- Hulanicka, 1926
- Ceres – tłuszcz jadalny – palce lizać, 1927
- Wystawa Koomunikacyjna we Lwowie, 1927
- Gentleman – śniegowiec wytwornej damy, 1929
- Linje Lotnicze LOT – Przewóz pasażerów, poczty, towarów – Bydgoszcz, Katowice, Kraków, Lwów, Łódź, Poznań, Warszawa, Brno, Gdańsk, Wien, 1929
- X rocznica odparcia najazdu, 1930
- Instytut Propagandy Sztuki – Salon zimowy – Królewska 13
- Instytut Propagandy Sztuki pod protektoratem Pana Prezydenta Rzeczypospolitej – Salon Wiosenny imienia Marszałka Józefa Piłsudskiego, 1931
- Papierosy Gabinetowe, 1931
- Złota Pani – Jej ulubiony papieros, 1931
- Orbis – Zanim ruszysz w drogę, 1932
- Challenge de Tourisme International Gordon Bennett, 1934
- Ulica zabija – Ucz się chodzić, 1935
- Koło Artystów Grafików Reklamowych – Wystawa od dn. 21 V do dn. 28 V 1936 – Instytut Propagandy Sztuki – Warszawa, Królewska 13, 1936
- Warszawa, 1936
- Wystawa Międzynarodowa – Paryż, 1937
- Gdynia – Kąpieliska morskie, 1938
- Polskie Biuro Podróży ORBIS ,1946
- Polskie Linie lotnicze LOT, 1948
- Festiwal Polskiej Muzyki Ludowej, 1949
- Dlaczego..! (plakat przeciwko wojnie koreańskiej)
- I Polski Kongres Pokoju, 1950
- Wielki koncert, 1952
- Kroczący młodzieniec z młotem w ręku (niedokończony projekt plakatu z okresu socrealizmu z okazji święta 1 Maja lub 22 Lipca)
- Towarzystwo Przyjaciół Dzieci – Czy jesteś przyjacielem dziecka, 1952
- Wielki balet, 1954
- Centralny Dom Towarowy, 1956
- Święto kolejarza, 1957
- XV lat Polski Ludowej, 1959
- 22 lipca, 1959
- Międzynarodowy Festiwal Muzyki Współczesnej, 1959
- Adolphe Adam – Giselle – Balet – Państwowa Opera w Warszawie, 1960
- Wystawa Grafiki Reklamowej, 1961
- Wódka = Nędza, 1963
- XXXV Międzynarodowe Targi Poznańskie, 1965
- Międzynarodowe Targi Poznańskie (inna wersja), 1965
- Centralna Rada Związków Zawodowych – VI Kongres, 1967
- PWN – Książki naukowe, lata 60.
- Zespół Pieśni i Tańca Śląsk, 1970
- Krajowa Loteria Pieniężna – zaryzykuj... a nuż, lata 70.
- Institut International, lata 70.

### Ilustracje i opracowania graficzne książek
- Wiosna i wino, aut. Kazimierz Wierzyński, wyd. Towarzystwo Wydawnicze „Ignis”, 1919
- Sandał skrzydlaty (okładka), aut. Edward Boyé, wyd. Spółka Wydawnicza „Vita Nuova”, 1921
- Jak we śnie (okładka), aut. Zdzisław Dytel, wyd. nakładem rodziców, 1921
- Śmierć Feniksa (okładka), aut. J. K. Iłłakowicz, wyd. Towarzystwo Wydawnicze „Ignis”, 1922
- Siódma jesień (okładka), aut. Julian Tuwim, wyd. Towarzystwo Wydawnicze „Ignis”, 1922
- Musujący poranek (okładka), aut. Zygmunt Karski, wyd. Towarzystwo Wydawnicze „Ignis”, 1922
- Kim (okładka), aut. Rudyard Kipling, wyd. Towarzystwo Wydawnicze „Ignis”, 1922
- Juljana Tuwima poezyj tom 4 (okładka), aut. Julian Tuwim, wyd. Towarzystwo Wydawnicze „Ignis”, 1923
- Godzina Poezji (okładka), aut. Antoni Słonimski, wyd. Towarzystwo Wydawnicze „Ignis”, 1923
- Miasto mojej matki, aut. Juliusz Kaden-Bandrowski, wyd. Wydawnictwo Zakładu Wydawniczego im. Ossolińskich, 1924
- Torpeda czasu, aut. Antoni Słonimski, wyd. Towarzystwo Wydawnicze „Ignis”, 1924
- Czary i czarty polskie oraz wypisy czarnoksięskie (okładka), aut. Julian Tuwim, wyd. Instytut Wydawniczy „Biblioteka Polska”, 1924
- Słówka, aut. Boy, wyd. VI, Instytut Wydawniczy „Biblioteka Polska”, 1925
- Europa zbiera siano, aut. Juliusz Kaden-Bandrowski, wyd. Wydawnictwo Zakładu Wydawniczego im. Ossolińskich, 1926
- Nad brzegiem wielkiej rzeki, aut. Juliusz Kaden-Bandrowski, wyd. Wydawnictwo Zakładu Wydawniczego im. Ossolińskich, 1927
- Wieża Babel, aut. Antoni Słonimski, wyd. F. Hoesick, 1927
- Serce gramofonu, aut. Bronisław Iwanowski, wyd. F. Hoesick, 1927
- Zmierzch nimf (okładka), aut. Piotr Louys, wyd. Towarzystwo Wydawnicze „Rój”, 1929
- Kalendarz łącznika pocztowego na rok 1937, wyd. Reklama Pocztowa Sp. z o.o., 1937
- Jesteśmy w Warszawie – Przewodnik literacki po stolicy (okładka), aut. różni, wyd. Związek Zawodowy Literatów Polskich, 1938
- Nad czarną wodą (okładka), aut. Halina Górska, wyd. Spółdzielnia Wydawnicza „Książka”, 1946
- Dzieci ojczyzny (okładka), aut. Marja Dąbrowska, wyd. Wydawnictwo J. Mortkowicza, 1947
- Bodega (okładka), aut. V. Blasco Ibanez, wyd. Wydawnictwo Ludowe, 1949
- Pan Tadeusz, aut. Adam Mickiewicz, wyd. Książka i Wiedza, 1950

### Logo
- Polskie Linie Lotnicze LOT, 1929

### Znaczki pocztowe
- 100. rocznica Powstania Listopadowego (seria), 1930
- II rocznica ogłoszenia Manifestu Lipcowego, 1946
- Otwarcie Sejmu Ustawodawczego (wydanie przedrukowe znaczka II rocznica ogłoszenia Manifestu Lipcowego), 1947
- Międzynarodowy Bieg Kolarski – Warszawa–Praha, 1948
- Święto Morza (seria), 1948
- Kongres Jedności Klasy Robotniczej (dwie serie, nry kat. 480–481, 483–484), 1948
- Bojownicy o wolność i demokrację (seria), 1948

## Odznaczenia i nagrody
- Grand Prix na Międzynarodowej Wystawie Sztuki Dekoracyjnej w Paryżu, 1925[8]
- Najlepszy plakat na Wystawie Plakatu podczas Światowego Kongresu Reklamy w Monachium, 1929 – za pracę Gentleman – śniegowiec wytwornej damy[2]
- Krzyż Komandorski Orderu Leopolda II, 1935[9] – za projekt pawilonu polskiego na Międzynarodowej Wystawie Sztuki Współczesnej w Brukseli, Belgia
- Złoty medal na Międzynarodowej Wystawie „Sztuka i Technika” w Paryżu, 1937 – za projekty kostiumów i dekoracji[8]
- Srebrny medal na Międzynarodowej Wystawie „Sztuka i Technika” w Paryżu, 1937 – za plakaty[8]
- Złoty medal na Wystawie Światowej w Nowym Jorku, 1939 – za projekt pawilonu polskiego[8]
- Krzyż Kawalerski Orderu Odrodzenia Polski, 22 lipca 1953[10]
- Medal 10-lecia Polski Ludowej, 19 stycznia 1955[11]
- Krzyż Komandorski Orderu Odrodzenia Polski, 11 lipca 1955[12]
- Odznaka tytułu honorowego „Zasłużony dla Kultury Narodowej” (1986)[13]

## Upamiętnienie
- W 1969 został opublikowany albumik Gronowski, zawierający 16 osobnych kart z reprodukcjami prac artysty. Tekstem opatrzyła go Danuta Wróblewska, w wydały Agencja Autorska i Biuro Wydawnictw „Dom Książki”.
- Muzeum Narodowe we Wrocławiu wydało w 1979 monografię Tadeusz Gronowski • Grafika książkowa 1918-1978.
- W 2005 ukazała się książka Anny Agnieszki Szablowskiej, pt. Tadeusz Gronowski • Sztuka plakatu i reklamy, poświęcona jego osobie i twórczości. Wydał ją Instytut Sztuki PAN.